# Конституция на Мексико
Конституцията на Мексико, приета на 5 февруари 1917 г., е считана от мнозина за една от най-радикалните и разбираеми конституции в модерната политическа история.
Въпреки че социалното ѝ съдържание ѝ създаде име на първата модерна социалистическа конституция (тя предшества тази на бившия Съветски съюз), мексиканският документ отразява много либерални принципи и концепции на Конституцията на САЩ. Либералните концепции включват федерализъм, разделение на властите и закон за правата. В допълнение на потвърждението на либералните принципи на документите от XIX век, Конституцията от 1917 година добявя и силна прокламация на национализъм, отстоявайки контрола на Мексико върху собствените си природни ресурси. Също така защитава и социалните и трудови права, разделение между църква и държава и всеобщо избирателно право за мъжете. Отразявайки разнообразната социална база и политическите философии на съставителите си, Конституцията от 1917 г. съдържа много противоречащи си клаузи, поддържайки в един и същ текст социализъм, капитализъм, либерална демокрация, авторитарен корпоративизъм и предвижда неосъществени социални реформи.
Официално, конституцията предписва федерална република състояща се от 31 щата и 1 федерален окръг. Федералното управление е разделено на изпълнителна, законодателна и съдебна власт, но те нямат равностойна тежест. Само президентът може да обнародва закони като ги подписва и публикува. Изпълнителната власт може да поставя вето на актовете на законодателя или като цяло, или на отделни негови части. И макар ветото да може да бъде преодоляно, няма законово установен ред, по който да може да се накара президента да подпише закон. Освен това, закони внесени в Конгреса от изпълнителната власт (президента) са с приоритет над останалите въпроси, а и Конституцията дава на президента широки правомощия да издава основни правила(регламенти). Регламентите имат същата правна сила като закони и са източника на повечето законови постановления.
Конституцията разглежда конкретено и много въпроси на обществената политика. Например, преди да бъде попрвен през 1992 г., член 27 е предвиждал строги ограничения върху притежание на собственост от чужденци и Римската църква и декларира, че природните ресурси са държавна собственост. Религиозни групи са били изключени от всякакъв вид политическа дейност и не са били допускани до участие в общественото образование или да провеждат мероприятия извън църквите, или да носят свещеническо облекло на публично място. В първоначалната си форма член 27 също е давал на правителството широки правомощия да изземва частна собственост в обществен интерес и да преразпределя земя.
Конституцията предвижда активна държава, която да осигури национална автономия и социална справедливост. Така освен харта на личните права, конституцията осигурява и някои социални права за работници и селяни и техните организации. В член 123 Конституцията предвижда това което наричат „най-напредничавият трудов кодекс в света за времето си.“ Той гарантира правото на сдружение, както и осемчасов работен ден също и защита на жените и децата на работното място. Постановява, че минималната надница „трябва да е достатъчна да задоволи нормалните нужди на работника“ и установява принципа за равно заплащане при равно количество работа независимо от пола, расата или етноса.
Член 123 защитава правото на стачка. Стачките са законни, когато целта им е да „постигнат равновесие между различните фактори на производство, хармонизиране на правата на трудещите се с тези на капитала.“ Членът също установява арбитражни и помирителни бордове съставени от равно представени работници и мениджъри, и един правителствен представител. Въпреки че много от тези клаузи не са прилагани до 1931 г., член 123 постановява внедряването на синдикати в официалния политически процес и служи за база на изискването за привилегирован статут в националната политика.